# 戈小娥

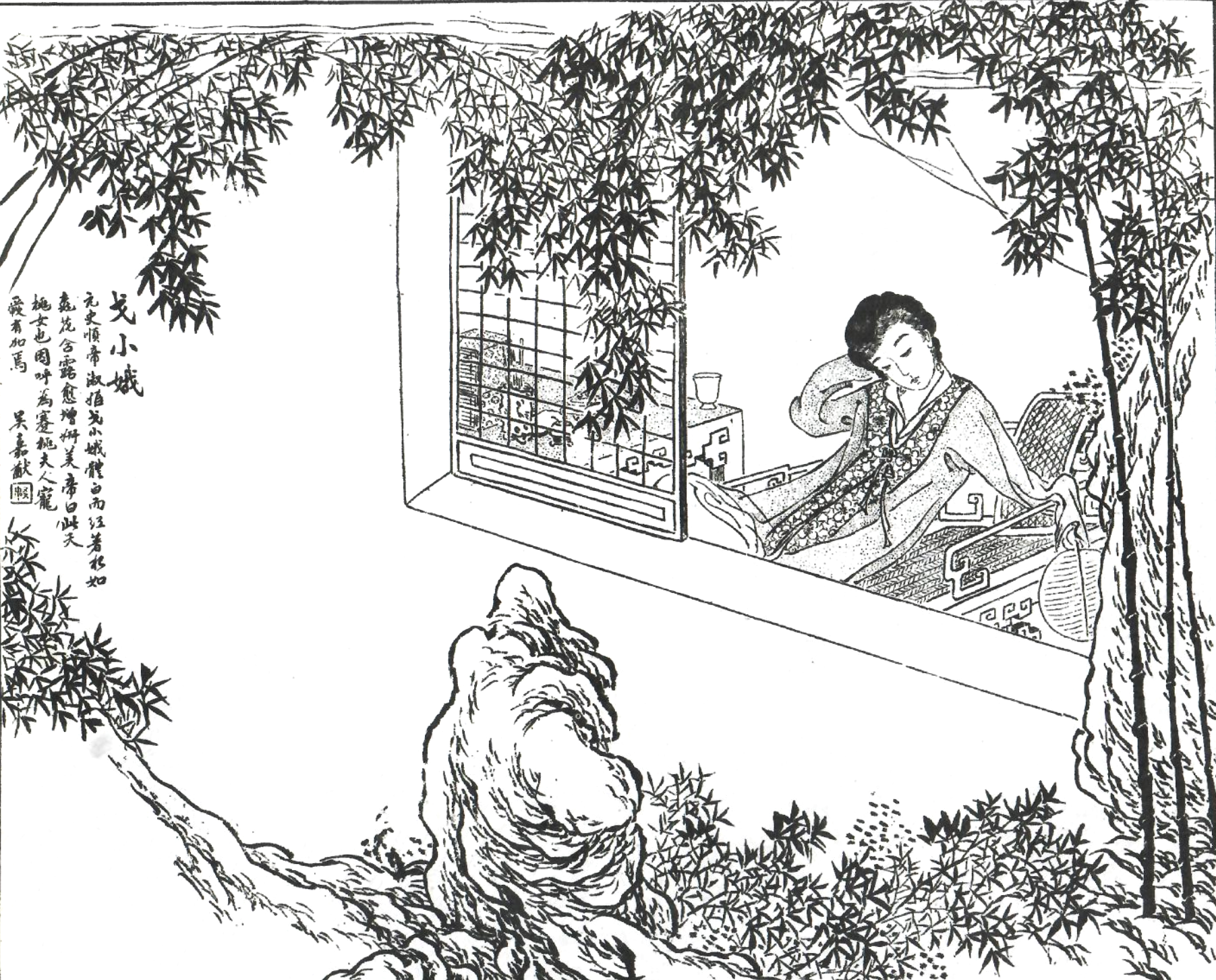
戈小娥像，出自《古今百美圖》

戈小娥，元朝女性人物，生卒年不详，生活在元顺帝时期。
戈小娥是元顺帝的淑妃，面容微微透红，酡颜如醉，而肤白似玉，在水中仿佛桃花含露，更加妍美，元顺帝评价她说：“此夭桃女也”。于是称她为“赛桃夫人”。当时淑妃龍瑞嬌、程一寧、戈小娥、丽嫔张阿玄、支祁氏，才人凝香兒、英英，被顺帝宠爱。在皇后之下，宫中称为七贵。